# Malia Metella
Malia Metella, née le 23 février 1982 à Cayenne, en Guyane est une nageuse française. Elle remporte notamment la médaille d'argent du 50 mètres nage libre aux Jeux olympiques d'été de 2004.

## Biographie

### Famille
Malia Metella est la sœur du nageur Mehdy Metella.

### Formation sportive
Malia Metella est formée à l’USLM Pacoussines en Guyane avant d’être licenciée au club des Dauphins du TOEC à Toulouse.

### Carrière sportive
Malia Metella nage au sein du club de l'USLM Pacoussines-Cayenne de 1986 à 2006 avant de rejoindre les Dauphins du TOEC de Toulouse en 2006 et ce jusque 2009.
Elle est spécialiste du 100 m nage libre et du 100 m papillon.
Le 3 novembre 2009, elle annonce qu'elle met un terme à sa carrière.

### Engagements sportifs
En 2021 elle accompagne le nageur paralympique Théo Curin dans sa traversée du lac Titicaca à la nage,.
À l'occasion des jeux olympiques de Paris, elle porte la flamme olympique lors de son passage en Guyane en juin 2024.
Elle participe à des événements de sensibilisation à la natation auprès des jeunes.

### Autres engagements
Dans une tribune parue dans le jourrnal l'Équipe, Malia Metella appelle à voter contre l'extrême droite aux élections législatives de 2024,.

## Palmarès

### Jeux olympiques
- Jeux olympiques d'été de 2004 à Athènes (Grèce) :
  -  Médaille d'argent du 50 mètres nage libre.

### Championnats du monde
- Championnats du monde 2005 à Montréal (Canada) :
  -  Médaille d'argent du 100 mètres nage libre.

### Championnats d'Europe

#### Grand bassin
- Championnats d'Europe 2004 à Madrid (Espagne) :
  -  Médaille d'or du 100 mètres nage libre.
  -  Médaille d'or du relais 4 × 100 mètres 4 nages.
  -  Médaille d'or du relais 4 × 100 mètres nage libre.
  -  Médaille d'argent du 100 mètres papillon.

- Championnats d'Europe 2006 à Budapest (Hongrie) :
  -  Médaille de bronze du relais 4 × 100 mètres nage libre.

#### Petit bassin
- Championnats d'Europe 2003 petit bassin à Dublin (Irlande) :
  -  Médaille d'or du 100 mètres nage libre.
  -  Médaille de bronze du 50 mètres nage libre.

- Championnats d'Europe 2004 petit bassin à Vienne (Autriche) :
  -  Médaille d'or du 100 mètres nage libre.
  -  Médaille de bronze du 100 mètres papillon.

- Championnats d'Europe 2007 petit bassin à Debrecen (Hongrie) :
  -  Médaille de bronze du relais 4 × 50 mètres 4 nages.

### Jeux méditerranéens
- Jeux méditerranéens 2001 à Tunis (Tunisie) :
  -  Médaille d'or du 100 mètres papillon.
  -  Médaille de bronze du relais 4 × 100 mètres 4 nages.

- Jeux méditerranéens 2009 à Pescara (Italie)
  -  Médaille d'or du 50 mètres nage libre.
  -  Médaille d'argent du relais 4 × 100 mètres nage libre.

### Championnats de France

#### Grand bassin
| Événements            | Nage libre | Nage libre | Papillon | Papillon     | Relais        | Relais        | Relais        |
| Événements            | 50 m       | 100 m      | 50 m     | 100 m        | 4 × 100 m NL  | 4 × 200 m NL  | 4 × 100 m 4N  |
| --------------------- | ---------- | ---------- | -------- | ------------ | ------------- | ------------- | ------------- |
| 2001 Chamalières      | 26 s 39    | -          | -        | 1 min 1 s 79 | -             | -             | -             |
| 2002 Chalon-sur-Saône | 26 s 15    | 57 s 13    | 28 s 16  | 1 min 1 s 02 | -             | -             | -             |
| 2003 Saint-Étienne    | 25 s 70    | 56 s 16    | -        | 1 min 1 s 47 | -             | -             | -             |
| 2004 Dunkerque        | 25 s 01    | 55 s 22    | -        | 59 s 78      | -             | -             | -             |
| 2005 Nancy            | 25 s 22    | 55 s 12    | 27 s 47  | 59 s 66      | -             | -             | -             |
| 2006 Tours            | 25 s 17    | 55 s 23    | 27 s 46  | 1 min 0 s 74 | -             | -             | -             |
| 2007 Saint-Raphaël    | 25 s 21    | 55 s 28    | 27 s 38  | 1 min 0 s 31 | 3 min 50 s 76 | 8 min 13 s 88 | 4 min 14 s 39 |
| 2008 Dunkerque        | 24 s 87    | 53 s 99    | -        | -            | 3 min 40 s 74 | -             | 4 min 12 s 27 |
| 2009 Montpellier      | 24 s 69    | 53 s 49    | -        | -            | 3 min 45 s 34 | -             | 4 min 8 s 19  |

#### Petit bassin
- Championnats de France 2004 à Dunkerque :
  -  Médaille d'or du 50 mètres nage libre.
  -  Médaille d'or du 50 mètres papillon.

- Championnats de France 2006 à Istres :
  -  Médaille d'or du 100 mètres nage libre.
  -  Médaille d'argent du 50 mètres nage libre.

- Championnats de France 2007 à Nîmes :
  -  Médaille d'or du 50 mètres nage libre.
  -  Médaille d'or du 100 mètres nage libre.